# Égliseneuve-des-Liards
Égliseneuve-des-Liards è un comune francese di 148 abitanti situato nel dipartimento del Puy-de-Dôme nella regione dell'Alvernia-Rodano-Alpi.

## Società

### Evoluzione demografica
Abitanti censiti